# Werner Gebauer
Werner Gebauer (10 de setembro de 1922) foi um comandante de U-Boot que serviu na Kriegsmarine durante a Segunda Guerra Mundial.

## Carreira militar
Werner Gebauer iniciou a sua carreira militar ao ingressar na marinha de guerra alemã no ano de 1939. Assumiu o comando do U-681 da classe VIIC no dia 2 de agosto de 1944.

### Primeira Patrulha de Guerra
Saiu em sua primeira patrulha de guerra a partir da base de Horten. O U-681 foi afundado  no dia 10 de março de 1945 no canal inglês por cargas de profundidade lançadas por uma aeronave norte-americana Liberator. Dos 49 tripulantes, onze morreram no ataque.

### Patentes
| Offiziersanwärter    | 1 de dezembro de 1939 |
| Fähnrich zur See     | 1 de novembro de 1940 |
| Oberfähnrich zur See | 1 de novembro de 1941 |
| Leutnant zur See     | 1 de maio de 1942     |
| Oberleutnant zur See | 1 de dezembro de 1943 |

### Patrulhas
|       | U-Boot | Partida                 | Partida | Chegada                 | Chegada  | Dias    | Toneladas |
| ----- | ------ | ----------------------- | ------- | ----------------------- | -------- | ------- | --------- |
|       | U-681  | 8 de fevereiro de 1945  | Kiel    | 13 de fevereiro de 1945 | Horten   | 6 dias  |           |
| 1     | U-681  | 14 de fevereiro de 1945 | Horten  | 10 de março de 1945     | afundado | 25 dias |           |
| Total | Total  | Total                   | Total   | Total                   | Total    | 35 dias | 2 000 t   |

## Coordenadas
1. ↑  em posição 49° 52' N 6° 38' O